# Istenhegy
Istenhegy (németül Raitzenköpfl) Budapest egyik városrésze a XII. kerületben. A 372 m magas Isten-hegy után kapta nevét.

## Fekvése

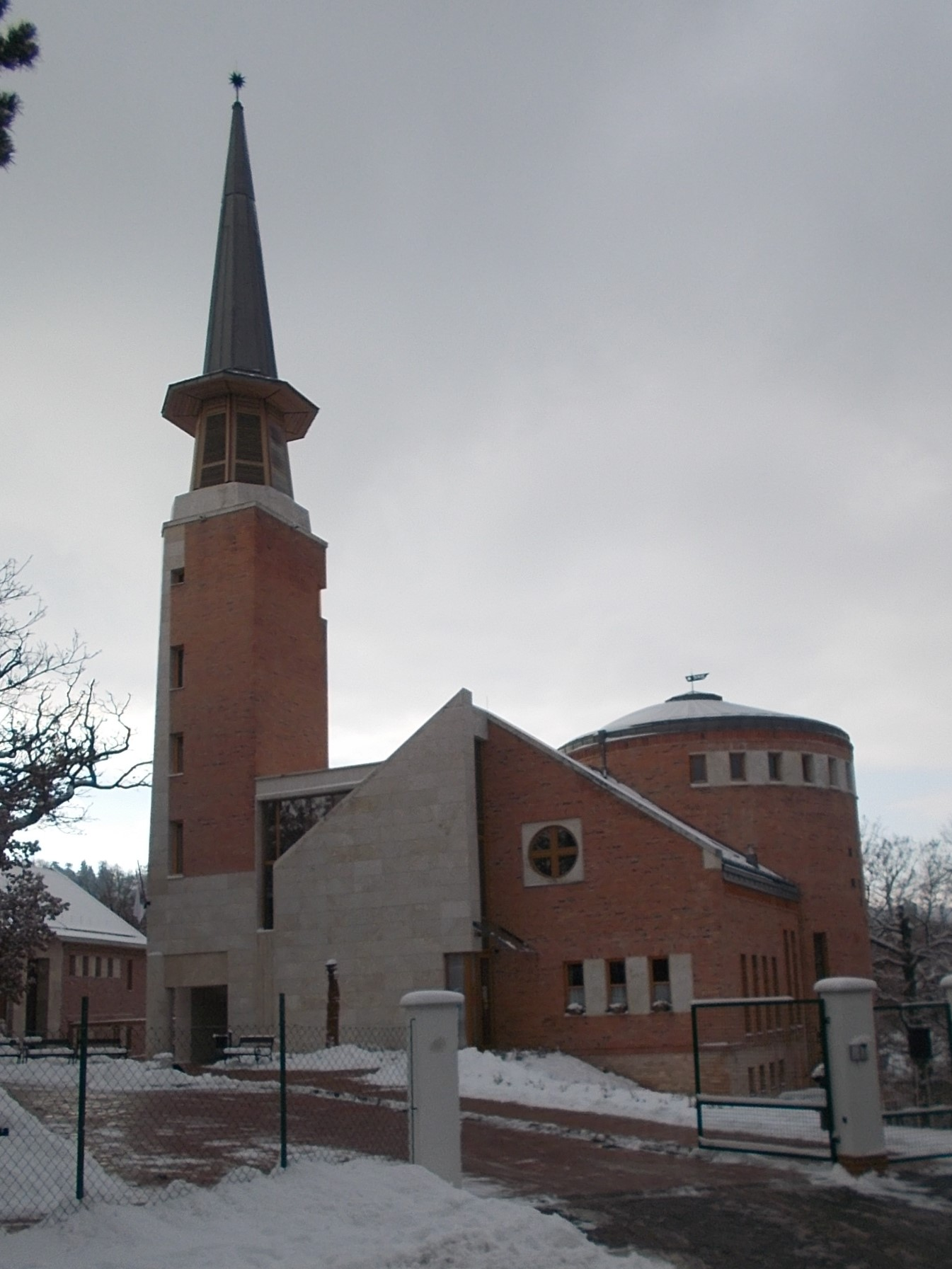
A Svábhegyi Református Egyházközség temploma (Felhő u. 10.)

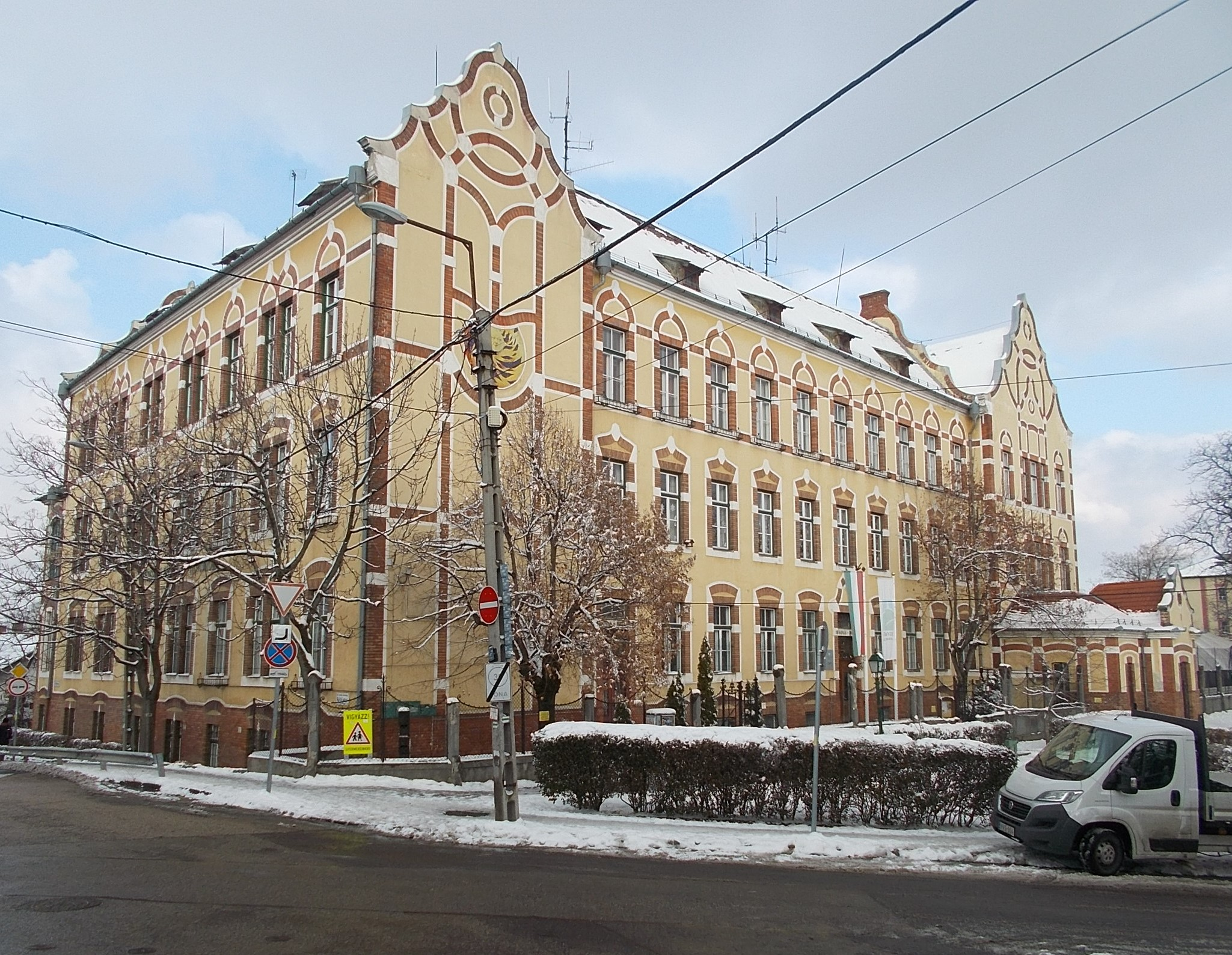
Jókai Mór Általános és Német Nemzetiségi Iskola (Diana utcai iskola)

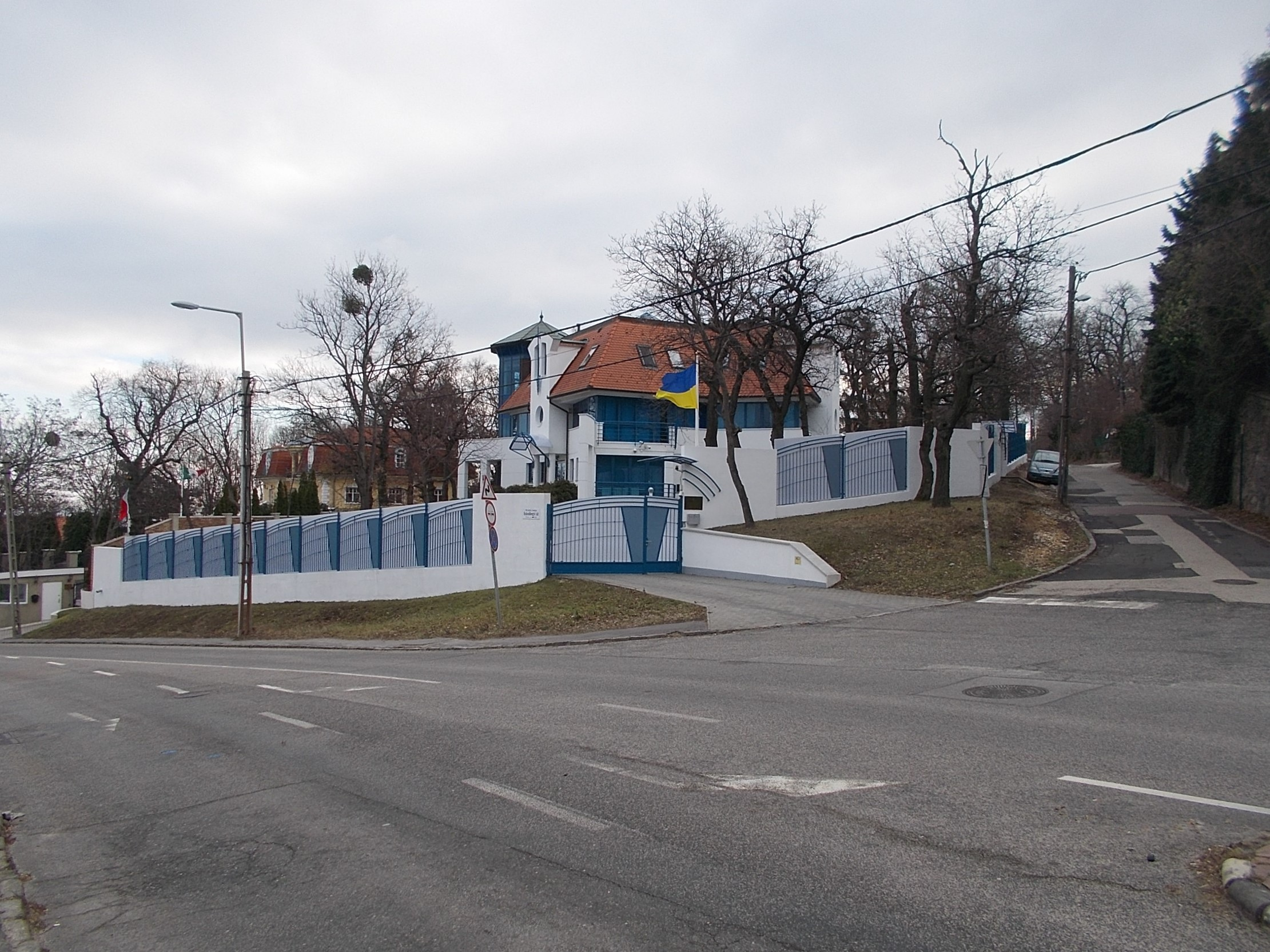
Az ukrán nagykövetség épülete (Istenhegyi út 84/b)

Határai: a Béla király úttól a Diós-árok – Városmajor utca – Pethényi út – Istenhegyi út – Diana utca – Gyöngyvirág út – Tündér utca – Költő utca.

## Története
Döbrentei Gábor 1847. évi dűlőkeresztelője alkalmával az addigi német „Raitzenkopf” (magyarul Rácfej) kapta ezt a nevet, amit a városrész is átvett.

## Istenhegy az irodalomban
Istenhegy a címadó helyszíne Radnóti Miklós Szerelmes vers az Istenhegyen és Istenhegyi kert című verseinek.

## Természetvédelmi terület
Az Istenhegyi út 80. szám alatti, a Lóránt utcáig terjedő Istenhegyi úti kertet (0,4 hektár) 1995-ben természetvédelmi területté nyilvánították (20/97/TT/95).